# Короткевич Тетяна Миколаївна
Тетяна Миколаївна Короткевич (біл. Таццяна Мікалаеўна Караткевіч, до шлюбу Халецька; нар.. 8 березня 1977, Мінськ, Білоруська РСР, СРСР) — білоруський психолог, громадська та політична діячка, кандидат у президенти Республіки Білорусь (2015).

## Біографія
Народилася 8 березня 1977 року в Мінську. Закінчила факультет психології Білоруського державного педагогічного університету (БДПУ) імені Максима Танка, працювала викладачкою психології 11 років в тому ж університеті, а також в державному інституті управління та соціальних технологій Білоруського державного університету.
Завідувала відділенням соціальної адаптації та реабілітації у територіальному центрі соціального захисту населення Ленінського району Мінська; потім — директор соціального закладу «Сімейна майданчик».
У 2012 році закінчила магістратуру з психології в Білоруського державного університету.
Розлучена, колишній чоловік працював автослюсарем (познайомилася в 2000 році в Литві на одному із з'їздів білоруської опозиції), у 2003 році народила сина.
Мати працює на ВАТ «Амкодор».
Займається велоспортом, входила до складу юнацької збірної СРСР. Також любить плавання, кросфіт і подорожі. Захоплюється вивченням народних звичаїв.

## Громадська і політична діяльність
Суспільно-політичною діяльністю займається з 1999 року. Член Білоруської соціал-демократичної партії (Грамада).
З 2010 року активно бере участь у кампанії «Говори правду». Займалася в тому числі допомогою ініціативним групам городян, незадоволених планами забудови Мінська, збором підписів за присвоєння вулиці і станції метро в Мінську імені письменника Василя Бикова, а також кампанією «Народний референдум».
Кандидат на парламентських виборах 2012 року по Кальварійському виборчому округу Мінська, обрана не була.

### Участь у президентських виборах 2015 року
Тетяну Короткевич висунула кандидатом на президентські вибори 2015 року опозиційна коаліція «Народний референдум» у складі кампанії «Говори правду», руху «За свободу», Партії Білоруський народний фронт та Білоруської соціал-демократичної партії «Грамада». На інтернет-голосуваннях у березні 2015 року Короткевич впевнено перемагала інших кандидатів в опозиційній аудиторії.
29 серпня після закінчення кампанії зі збору підписів за висунення кандидата Партія БНФ відмовилася від підтримки Короткевич. При цьому її представником в Центральній виборчій комісії є заступник голови цієї партії Ігор Ляльков.
10 вересня 2015 року, після збору і перевірки підписів виборців, була зареєстрована Центральною виборчою комісією Республіки Білорусь кандидатом у президенти. «Я — демократичний опозиційний кандидат. <…> Так склалося на сьогодні, що я — єдиний демократичний кандидат», — заявила Короткевич в інтерв'ю білоруській редакції Радіо «Свобода». Короткевич стала першою жінкою-кандидатом у президенти в історії Білорусі.
За даними Центральної комісії Республіки Білорусь з виборів і проведення республіканських референдумів, на президентських виборах 11 жовтня 2015 року за Тетяну Короткевич проголосували 271 426 виборців, що склало 4,4 % від загального числа людей, що взяли участь у виборах. Таким чином, Тетяна Короткевич посіла друге місце після чинного президента Олександра Лукашенка.

### Після 2015 року
2020 року Тетяна Короткевич очолила ініціативну групу з висування співголови «Говори правду!» Андрія Дмитрієва у кандидати на президентських виборах 2020 року. 2024 року Короткевич отримала 15 діб адміністративного арешту за політичною статтею за «заборонену» фотографію в її соціальних мережах.

### Політичні погляди
Гаслом виборчої кампанії Тетяни Короткевич на пост президента Республіки Білорусь (2015) стала фраза «За мирні зміни». Її командою була сформульована програма мирних змін у білоруському суспільстві, які, на її думку, давно назріли.
У політичному плані Тетяна Короткевич виступає:
- за повернення до Конституції Республіки Білорусь принципу тільки двох термінів для зайняття однією особою посади президента Республіки Білорусь[18];
- за виборність місцевої влади.

У разі обрання президентом Тетяна Короткевич декларувала такі основні напрями перетворень в економіці Білорусі:
- не якісь окремі галузі економіки повинні стати точками зростання, а вся економіка Білорусі повинна бути точкою зростання, для чого потрібно створювати сприятливе середовище (умови) для будь-якої ділової ініціативи і зробити все, щоб зміцнити національний бізнес; вирішувати проблему неефективних підприємств у країні;
- припинити зростання цін, які в країні гранично високі через те, що в ціни на білоруську продукцію закладені численні безглузді державні фінансові програми, фінансова підтримка «мертвих підприємств», випуск нікому не потрібної продукції, неефективне управління;
- доповнити контрактну систему трудового найму реальними незалежними профспілками, які захищають права працівника;
- підтримка нових можливостей і приватних ініціатив, створення нових робочих місць та видача пільгових кредитів для розвитку свого бізнесу;
- підтримка і розвиток приватної власності, особливо малий та середній бізнес;
- збільшення допомоги по безробіттю (виплата допомоги в розмірі 75 % від останнього заробітку протягом шести місяців безробіття);
- створення сприятливого інвестиційного клімату; упорядкування законодавства по відношенню до бізнесу;
- розвиток приватного сектора в тих сферах, які в Білорусі ще недостатньо розвинені і де є потенціал розвитку: сфера послуг, торгівля, високі технології, ВПК, хімічна промисловість, логістичні та банківські послуги;
- розвивати регіони країни: вкладати гроші в розвиток регіональної інфраструктури, підтримувати будівництво житла для молодих фахівців і молодих сімей, створювати умови для розвитку фермерських господарств та сільськогосподарського бізнесу;
- поступовий перехід до накопичувальної системи пенсій, однак на перехідний період створити спеціальний фонд, який дозволить отримувати пенсію тим громадянам, які заробляли свої пенсії за старої пенсійної системи; розвивати фінансовий ринок і банківський сектор для забезпечення нової пенсійної реформи;
- приймати рішення про приватизацію підприємств завжди з урахуванням необхідності збереження незалежності і суверенітету країни;
- залишити у власності держави стратегічні підприємства, діяльність яких пов'язана з використанням надр землі (в тому числі і «Білоруськалій»), і військово-промисловий комплекс.

У соціальній сфері — реформа освіти та медицини і створення сильного соціального захисту. Ресурсом для цього вона вважає приватизацію неефективних підприємств.
Є прихильницею незалежної зовнішньої політики — без вступу до Євросоюзу та союзу з Росією, проте за добрі стосунки з усіма сусідами. Виступає проти повернення Білорусі статусу ядерної держави. Вважає за необхідне збереження в Білорусі статусу двох державних мов (білоруської та російської) з підтримкою білоруської мови; національними символами Білорусі вважає біло-червоно-білий прапор і герб «Погоня». Тетяна Короткевич говорить, що громадяни Білорусі повинні поважати один одного, поважати представників усіх національностей всередині країни, а також поважати своє минуле і впевнено дивитися у майбутнє.

### Думки і оцінки
Голова Центральної виборчої комісії Республіки Білорусь Лідія Єрмошина в травні 2015 року позитивно оцінила участь у майбутній президентській кампанії жінок, включаючи персонально Тетяну Короткевич.
Політолог Павло Усов вважає, що Тетяна Короткевич не готова до серйозної боротьби за посаду президента, оскільки, на його думку, влада готова використовувати будь-які методи тиску на небезпечних їй кандидатів, а у Короткевич є очевидна вразливість — дитина, яка може стати «заручником в руках влади». Політолог Юрій Чаусов і економіст Сергій Чалий у вересні 2015 року оцінили виборчу стратегію Короткевич як націлену на максимальний збір голосів з максимальним розрахунком на 15-20 відсотків. Оглядач білоруської служби Радіо Свобода Юрій Дракохруст зазначав, що Короткевич орієнтується не на класичну опозицію чинному президенту, а на так зване «болото» — виборців без чітких політичних поглядів і тих, хто просто голосує яких більшість.
Сама Тетяна Короткевич характеризує свої погляди і свою команду так: «У проекції політичного спектру ми, швидше, центристи».